# Karl Friedrich Steinhardt

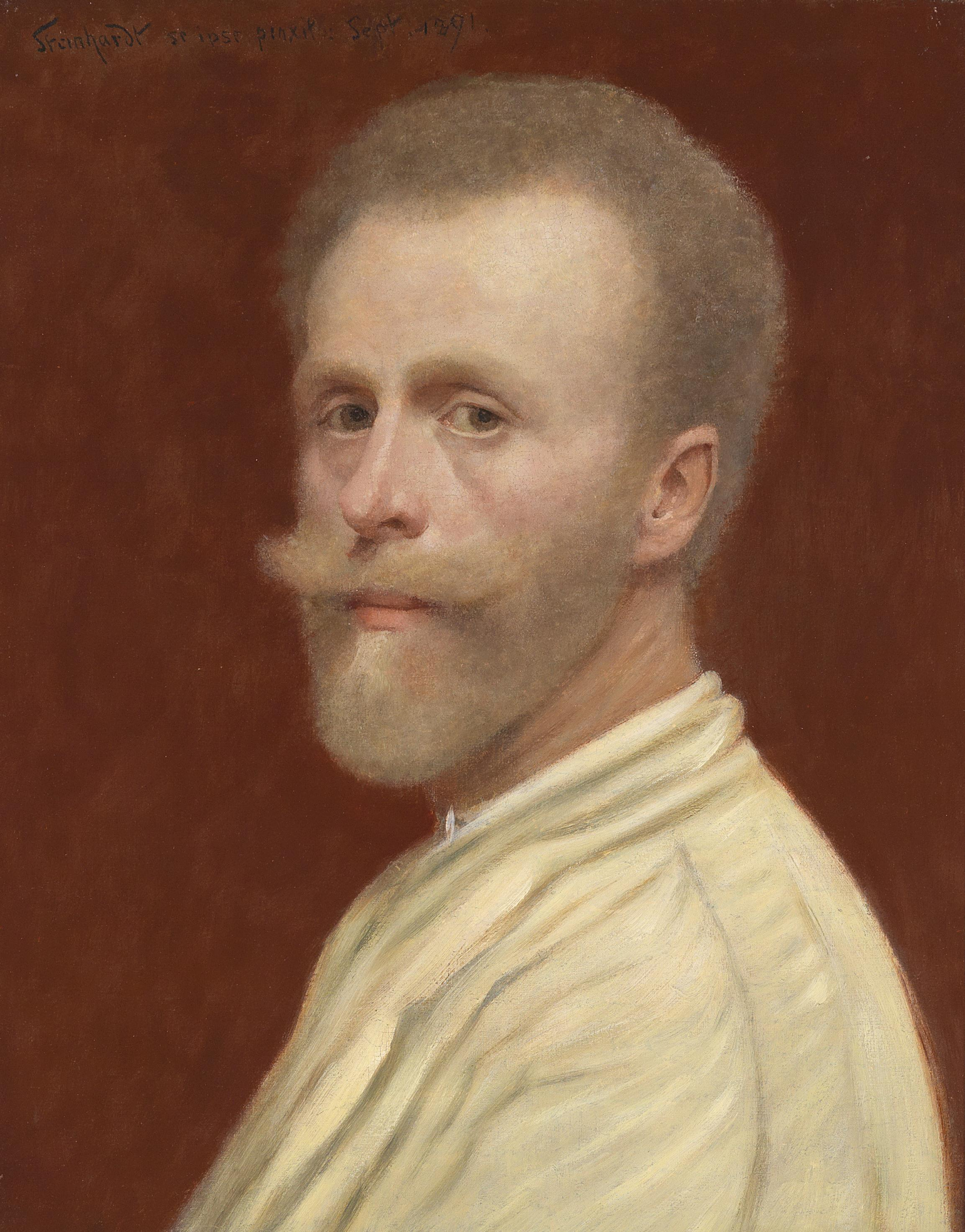
Karl Friedrich Steinhardt: Selbstporträt

Karl Friedrich Steinhardt, auch Friedrich Karl Steinhardt, (* 6. Januar 1844 in Frankfurt am Main; † 1894) war ein deutscher Porträt- und Genremaler.
Steinhardt schien in seinen frühen Jahren in Paris gearbeitet zu haben und betätigte sich anschließend in München als Porträt- und Genremaler.
Seine Gemälde befinden sich in Museen wie dem National Museum Wales (Porträt Adelina Patti) und der Neuen Pinakothek in München (Mädchen mit Gänsen von 1866).